# Florian Philippot
Florian Philippot (Croix, Francia, 24 de octubre de 1981) es un político francés. Se desempeñó como Vicepresidente del Frente Nacional desde 2012 hasta 2017 antes de renunciar al partido para fundar Los Patriotas en septiembre de 2017, el cual no ha logrado obtener representación en las elecciones posteriores.

## Biografía
Nacido el 24 de octubre de 1981 en Croix, Nord, creció en Bondues, un suburbio residencial en la Comunidad Urbana de Lille Métropole. Es egresado de HEC Paris y de la ENA.
Su padre era director de una escuela primaria estatal y su madre era maestra de escuela primaria. Su hermano, Damien Philippot, graduado de Sciences Po y de ESCP Europe (École supérieure de commerce de Paris), actualmente es gerente de estudios políticos en la organización de encuestas francesa (IFOP).

## Carrera política
En octubre de 2011, fue nombrado director estratégico de la campaña presidencial de Marine Le Pen. En julio de 2012, fue nombrado vicepresidente encargado de estrategia y comunicación del FN.
En 2012, fue candidato parlamentario en la 6ª circunscripción de Moselle. A pesar de la presencia de un candidato disidente del FN (4.09% para Eric Vilain) en la primera vuelta, quedó segundo con un 26.34% y derrotó al diputado saliente de UMP, Pierre Lang (25.02%). El alcalde de Forbach desde 2008, Laurent Kalinowski, derrotó a Florian Philippot en la segunda vuelta (53.70% contra 46.30%).
El 9 de noviembre de 2012, fue a Colombey-les-Deux-Églises para rendir homenaje a Charles de Gaulle, poniendo flores en su tumba «a título personal» y declarando sus convicciones gaullistas. Este acto irritó a algunos miembros del FN, debido a la animosidad de Jean-Marie Le Pen hacia el expresidente. Sus convicciones e ideas fueron descritas como incompatibles con el legado de De Gaulle por el partido UMP, aunque algunos comentaristas ya no consideran a la UMP un partido gaullista.
Después de negarse a abandonar el grupo de reflexión Los Patriotas (Les Patriotes) que fundó tras el desempeño del FN en las elecciones presidenciales y legislativas de 2017, y diferencias en su postura sobre el euro con otros miembros del partido, anunció su salida del FN el 21 de septiembre de 2017. En las elecciones al Parlamento Europeo de 2019 en Francia, su partido obtuvo un 0,6% de los votos y Philippot perdió su lugar en el Parlamento Europeo frente al político del RN Jordan Bardella.
Intentó postularse para las elecciones presidenciales francesas de 2022, pero fracasó al obtener solo 1 patrocinio de los 500 patrocinios válidos necesarios para estar en la boleta.

## Vida personal
En diciembre de 2014, la revista de celebridades francesa Closer indicó que Philippot era gay, proporcionando fotografías de él y su novio en Viena. Philippot calificó el artículo como una invasión a su privacidad y declaró que presentaría una queja contra Closer. Además, afirmó que el FN no era ni «amigable con los homosexuales» ni lo contrario, y que no era difícil ser gay en el partido.